# Richard Woldt

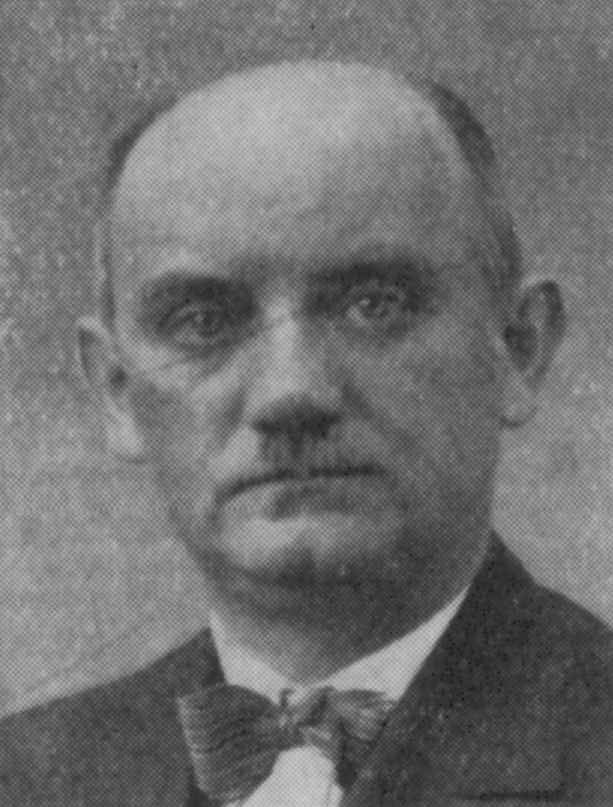
Richard Woldt

Richard Woldt (* 24. März 1878 in Berlin; † 5. August 1952 in Dresden) war ein deutscher Hochschullehrer und sozialistischer Politiker. 

## Leben und Wirken
Richard Woldt arbeitete nach der Lehre und dem Studium als technischer Angestellter zwischen 1899 und 1905 bei Siemens & Halske und bei Siemens-Schuckert in Nürnberg. Im Jahr 1901 trat er der SPD bei. Ab 1905 lebte er als freier Schriftsteller und Mitarbeiter der Partei- und Gewerkschaftspresse in Berlin, nämlich als ständiger Autor im Correspondenzblatt der Generalkommission der Gewerkschaften und in der sozialdemokratischen Theoriezeitschrift Die Neue Zeit. Außerdem hielt er gewerkschaftliche Bildungskurse ab und war als Wanderlehrer tätig.
Zwischen 1914 und 1916 arbeitete Woldt als Betriebsleiter und Verwaltungsingenieur in der Rüstungsindustrie. Anschließend übernahm er eine Assistentenstelle am Lehrstuhl für Fabrikorganisation an der TH Berlin. In den Jahren 1917/18 war er Redakteur der Freien Presse in Elberfeld und danach bis 1919 Redakteur der Niederrheinischen Volksstimme in Düsseldorf. Während der Novemberrevolution wurde er Mitglied des Arbeiter- und Soldatenrates in Elberfeld und im Jahr 1919 dann Beirat für Gewerkschaftsfragen und Demobilmachung beim Regierungspräsidium in Düsseldorf. Zwischen 1919 und 1921 gehörte er dem Verfassunggebenden Preußischen Landesversammlung an.
Zwischen 1920 und 1932 war Woldt zunächst Referent für das Arbeiterbildungswesen, später Regierungsrat und schließlich Ministerialrat im preußischen Kultusministerium. Nebenamtlich lehrte er zwischen 1919 und 1928 als Dozent und von 1928 bis 1933 als Honorarprofessor für Arbeiterfragen, Gewerkschaftswesen und soziale Betriebslehre an der Universität Münster. Er leitete zusammen mit dem Sozial- und Caritaswissenschaftler Heinrich Weber das Seminar für Gewerkschaftswesen am Institut für Wirtschafts- und Sozialwissenschaften. Lehraufträge hatte Woldt auch an zahlreichen anderen Universitäten, so an der TH Berlin und der Hochschule für Politik in Berlin.
Während der Zeit des Nationalsozialismus wurde Richard Woldt aus politischen Gründen aus dem Staatsdienst sowie als Hochschullehrer entlassen, konnte jedoch noch bis 1940 seine Arbeiten zur Technokratielehre von Howard Scott, dessen Anhänger er war, veröffentlichen. Er betätigte sich im Widerstand und stand in Verbindung mit Emigranten wie Fritz Tarnow. In der Widerstandsgruppe um Wilhelm Leuschner soll Woldt eine wichtige Rolle gespielt haben. Über einen längeren Zeitraum war er von Observationsmaßnahmen der Gestapo betroffen. Mehrfach wurde er festgenommen und verhört. Unter anderem wurde Woldt im Zuge der „Aktion Gitter“ 1944 inhaftiert. Sein Sohn Helmut Woldt war 1934/1935 in illegalen kommunistischen Strukturen in Berlin aktiv.
Nach dem Zweiten Weltkrieg erfolgte im Juli 1945 Woldts Ernennung zum Minister (Vizepräsident) für Arbeit, Wirtschaft und Verkehr in Sachsen. Das Amt hatte er bis September 1945 inne. Er musste es aufgeben, weil er von der KPD als „rechter Sozialdemokrat und Einheitsgegner“ angesehen wurde.
Danach lehrte er bis zu seiner Emeritierung 1948 als Professor für Soziale Arbeitswissenschaft an der TH Dresden. Er beteiligte sich maßgeblich an der universitären Verankerung der Technikgeschichte.
Neben seiner Lehrtätigkeit veröffentlichte Woldt zahlreiche Schriften im Bereich von Technik und Wirtschaft. Von Bedeutung waren seine Arbeiten zur sozialen Betriebslehre.

## Werke
- Im Reiche der Technik. Geschichten für Arbeiterkinder. Kaden & Comp., Dresden 1910.
- Der industrielle Großbetrieb. Eine Einführung in die Organisation moderner Fabrikbetriebe. Stuttgart 1911, Digitalisierte Ausgabe der Bibliothek der Friedrich-Ebert-Stiftung
- Die Arbeitswelt der Technik. Der Bücherkreis, Berlin 1926.
- Die Lebenswelt des Industriearbeiters (= Münsterer wirtschafts- und sozialwissenschaftliche Abhandlungen, hrsg. von Werner Friedrich Bruck, Friedrich Hoffmann und Heinrich Weber, H. 1) Quelle & Meyer, Leipzig 1926.
- Heinrich Weber und Richard Woldt (Hrsg.): Arbeit und Sozialpolitik. Schriftenreihe des Seminars für Gewerkschaftswesen beim Institut für Wirtschafts- und Sozialwissenschaften der Universität Münster i.W. 3 Bände. Quelle und Meyer, Leipzig 1930.